# José Nicolás Escalante
José Nicolás Escalante fue un político peruano. 
Fue elegido diputado por la provincia de Acomayo en 1886, luego de la guerra con Chile sería elegido nuevamente diputado por la provincia de Acomayo. Fue elegido diputado por la provincia de Pasco en 1892. Su mandato se vio interrumpido por la Guerra civil de 1894 y reelecto en 1901.